# Riesenbekassine
Die Riesenbekassine (Gallinago undulata) ist eine Vogelart aus der Familie der Schnepfenvögel (Scolopacidae), die in Kolumbien, Venezuela, Guyana, Suriname, Französisch-Guayana, Brasilien, Bolivien, Paraguay und Uruguay vorkommt. Der Bestand wird von der IUCN als nicht gefährdet (Least Concern) eingeschätzt.

## Merkmale
Die Riesenbekassine erreicht bei einem Körpergewicht von 270 bis 362 g bei einer Körperlänge von etwa 36 bis 47 cm. Sie ist die größte Bekassine mit flachen Kopfprofil und sehr langem Schnabel mit breiter Basis. Kräftige schwärzliche und zimtfarbene wellenförmige Markierungen heben sich von der weißlichen Grundfarbe deutlich ab. Im Gegensatz zu allen anderen Schnepfen hat sie gebänderte Schwungfedern. Im Flug zeigen sich breite, abgerundete Flügel und kein Weiß am Schwanz.

## Lautäußerungen
Die Geräusche der Riesenbekassine im Balzflug in 300 Metern über dem Boden unterscheiden sich deutlich von der Bekassine (Gallinago gallinago). Dabei handelt es sich um schallende, sonore Schreie mit menschlichem Klangfarbe, die im Laufe der Lautfolgen schwächer werden. Diese klingen wie Ho-gou, gou oder Ga-ga, ga, wobei der erste Ton kurz, der zweite leiser undeutlicher und der dritte lauter deutlicher erfolgt. Zwischen den Lautfolgen ist ein sehr kurzer Abstand. Diese Laute werden ein bis zwölf Mal abgegeben, typischerweise mit ca. einer Minute Abstand zwischen den Lautfolgen. Zusätzlich gibt sie ein lautes bss sch Summen von sich, das gelegentlich gleichzeitig ertönt und ca. 4 Sekunden anhält. Dieses Summen ist auf große Entfernung nicht hörbar. Ein ziemlich explosives, nasales tscha! oder tschack, welches alle 0,5 bis 0,66 Sekunden und 5 bis 20 Mal pro Serie wiederholt wird, normalerweise mit einer halben bis einer Minute zwischen den Serien, kann oft gleichzeitig ertönen. Diese Laute werden anscheinend nur am Boden von weiblichen oder beiden Geschlechter von sich gegeben. In der Brutzeit scheint eine Reihe von tschak, tschaak, tschaaaaak, tschaaaaak, tschaak, tschaak...-Lauten zum Repertoire zu gehören, welche bis zu zehn Töne folgen. Am dessen Ende erfolgt dieses manchmal im Duett, offenbar nur am Boden sowie am Tage. Ansonsten ist der Vogel sehr nachtaktiv und ertönt hauptsächlich nachts und vor Sonnenaufgang. In Südvenezuela sind die Lautäußerungen ausschließlich in der Dämmerung, typischerweise ca. zehn bis fünfzehn Minuten in der Morgen- und Abenddämmerung. Beginn ist ca. 30 Minuten nach Sonnenuntergang. Länger und bis zu 2 Stunden kann das in mondhellen Nächten dauern. In einigen Teilen der Verbreitungsgebiete sind Lautäußerungen auch bei völliger Dunkelheit zu hören. In Südvenezuela kann man sie fast das ganze Jahr über hören, außer in der Zeit zwischen Anfang/Mitte August bis November.

## Fortpflanzung
Die Brutbiologie der Riesenbekassine ist wenig erforscht. Aus Suriname wurden in einem erbeuteten Weibchen im Januar winzige Eier im Eileiter entdeckt. In Brasilien wurden Nester im September, November und Anfang März entdeckt. Sie nistet oft auf kleinen Hügeln in Sümpfen. Das Nest ist 140 bis 220 mm im Durchmesser und 55 bis 60 mm tief. Ein Gelege besteht aus zwei bis vier Eiern, doch wurden schon Nester mit ein bis zwei Eiern entdeckt. Andere größere Bekassinen legen meist nur zwei Eier. Die Farbe der Eier ist blass creme- bis olivfarben mit meist kleinen und variablen Markierungen. Sie haben eine Größe von 52,7 bis 56,2 mm × 36,6 bis 38,5 mm bei einem Gewicht von 43 g. Die Küken sind schwarz und fein weiß gefleckt.

## Verhalten und Ernährung
Über die Nahrung der Riesenbekassine ist nur sehr wenig bekannt. Die Nahrung soll Frösche umfassen, doch fand man im Mageninhalt des in Suriname gesammelten Exemplars ausschließlich pflanzliche Nahrung. Darunter waren Gräser aus der Familie Sauergrasgewächse und kleine Früchte der Fransenbinse (Fimbristylis dichotoma). Wahrscheinlich ist sie eher einzelgängerisch, außerhalb der Brutzeit jedoch möglicherweise geselliger. Die Nahrungsaufnahme erfolgt vermutlich nur nachts.

## Verbreitung und Lebensraum

Verbreitungsgebiet (grün) der Riesenbekassine

Die Riesenbekassine  bewegt sich bevorzugt in Sümpfen mit hoher Vegetation, feuchter heideartiger Vegetation, sumpfigen Weiden und überschwemmten Grasländern, von der tropischen Zone bis in Höhen von 2200 Metern. Manchmal sieht man sie in dichtem Grasland in trockener Savannen, aber möglicherweise nur als Schlafplatz. Im Bundesstaat Santa Catarina in Südbrasilien scheint die Art stark mit dichter Vegetation verbunden zu sein. Dies umfasst z. B. die Pflanzenarten Cyperus haspan, Cyperus reflexus, Pycreus niger oder Juncus microcephalus. Diese sind ca. 50 cm hoch und befinden sich an der Ökotongrenze zwischen feuchtem und trockenem Boden.

## Unterarten
Es sind folgende Unterarten bekannt:
- Gallinago undulata undulata (Boddaert, 1783)[3] kommt im zentralen und östlichen Kolumbien, in Venezuela, den Guyanas und im äußersten nördlichen Brasilien vor.
- Gallinago undulata gigantea (Temminck, 1826)[4] ist im östlichen Bolivien bis Paraguay, dem südöstlichen Brasilien und in Uruguay verbreitet. Die Unterart wiegt mit 420 bis 500 g deutlich mehr. Dabei ist sie größer und hat normalerweise ein kräftigeres Gefieder und breitere zimtfarbene Fransen an den Federn der Oberseite.[1]

## Migration
Die Riesenbekassine kommt an einigen Standorten nur saisonal vor. Dies scheint offenbar nach Regenfall der Fall zu sein. Es erfordert weitere Forschung um ihr Zugverhalten besser zu verstehen.

## Etymologie und Forschungsgeschichte
Die Erstbeschreibung der Riesenbekassine erfolgte 1783 durch Pieter Boddaert unter dem Namen Scolopax undulata. Als Verbreitungsgebiet gab er Cayenne an und bezog sich dabei auf Bécasse des savannes von Georges-Louis Leclerc, Comte de Buffon. 1760 führte Mathurin-Jacques Brisson die für die Wissenschaft neue Gattung Gallinago ein. Der Begriff ist ein Wortgebilde aus lateinisch gallina, gallus ‚Henne, Hahn‘ und lateinisch -ago ‚ähnlich, ähnelnd‘. Der Artname undulata hat seinen Ursprung in lateinisch undulatus, unda ‚mit wellenförmigen Markierungen versehen, Welle‘. Gigantea leitet sich von lateinisch giganteus, gigas, gigantis ‚gigantisch, Riese‘ bzw. γιγας, γιγαντος gigas, gigantos, deutsch ‚Riese‘ ab. Alfred Laubmann hatte für sein Werk Die Vögel von Paraguay ein Balg von G. u. gigantea aus Nueva Germania, gesammelt von Franz Hermann Fischer (1880-), zur Verfügung. Ansonsten sah er in der Literatur nur durch Richard Bowdler Sharpe für Villarrica einen weiteren Nachweis für das Land.